# Honnörsvakt

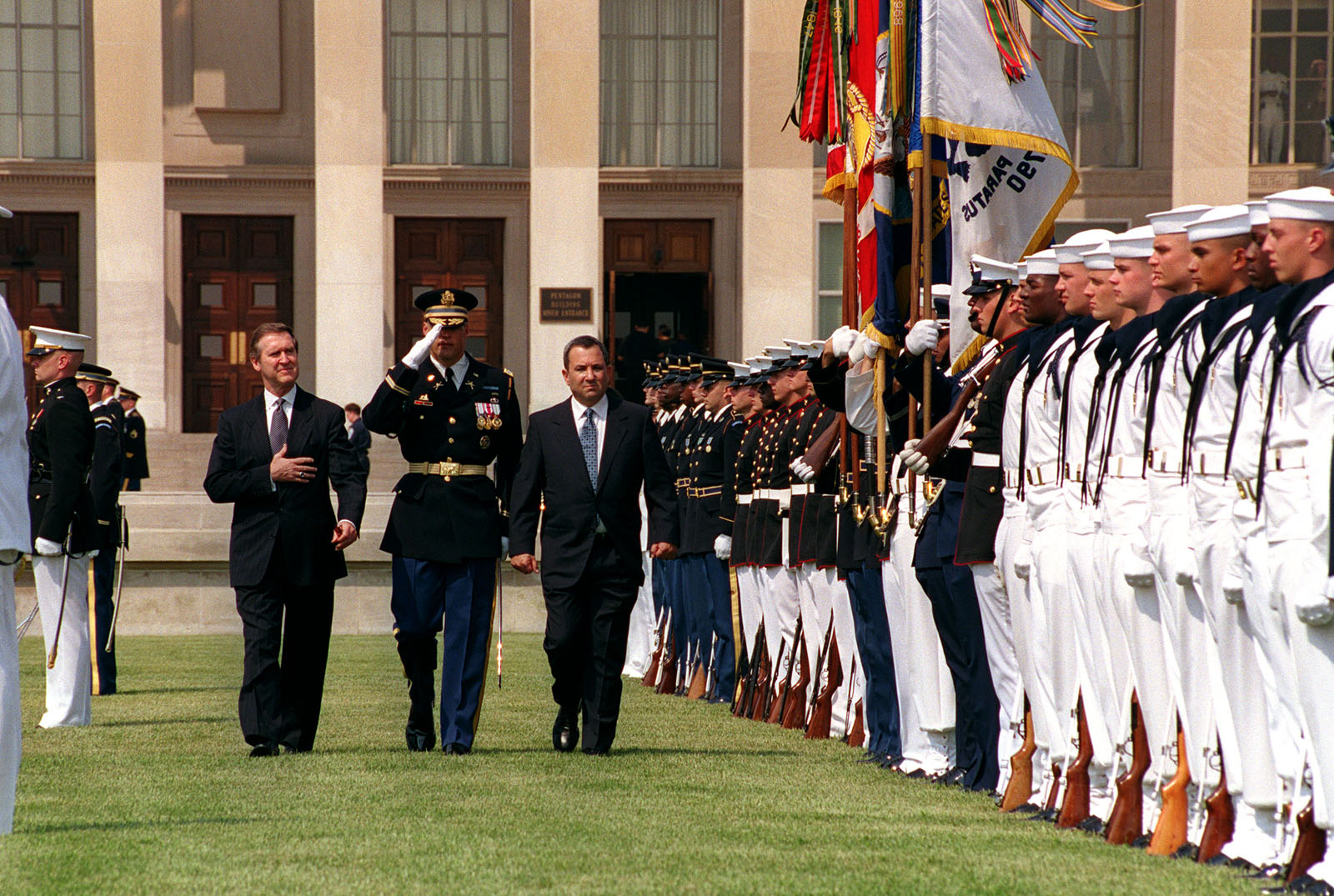
Israels premiärminister Ehud Barak inspekterar tillsammans med USA:s försvarsminister William Cohen den 16 juli 1999 ett amerikanskt hederskompani utanför försvarshögkvarteret Pentagons River Entrance. Honnörsvakten är här sammansatt av trupp från de fem försvarsgrenarna. Barak och Cohen eskorteras av honnörsvaktens chef, en överste från arméns 3:e infanteriregemente The Old Guard.

En honnörsvakt eller hedersvakt är en ceremoniell vaktstyrka av varierande storlek och sammansättningar som vanligen tilldelas ett lands statsöverhuvud liksom främmande statsöverhuvuden på statsbesök som hedersbevisning. Honnörsvakt kan även tilldelas kungliga personer, regeringschefer, utrikesministrar, försvarsministrar, ambassadörer samt högre officerare.
En honnörsvakt består vanligtvis av militär personal, men kan alternativt bestå av exempelvis poliser eller tulltjänstemän.
Honnörsvakten kan paradera vid personens ankomst till eller avresa från en ort. Den kan också vara posterad vid personens residens. Om endast en eller två soldater utställts vid en persons bostad kallas dessa honnörspost. För ett statsöverhuvud består en paraderande honnörsvakt vanligen av ett kompani med fana eller standar samt musik och benämns då hederskompani.
Honnörsvakt kan även förekomma i samband med statsbegravningar, militärbegravningar, vid minnesmärken över stupade soldater och liknande. Vid bröllop kan det förekomma en honnörsvakt i form av en sabelhäck.

## Fotogalleri

En militär honnörsvakt från 154:e Avdelta Preobrazjenska kommendanturregementet vid den okände soldatens grav i Moskva.
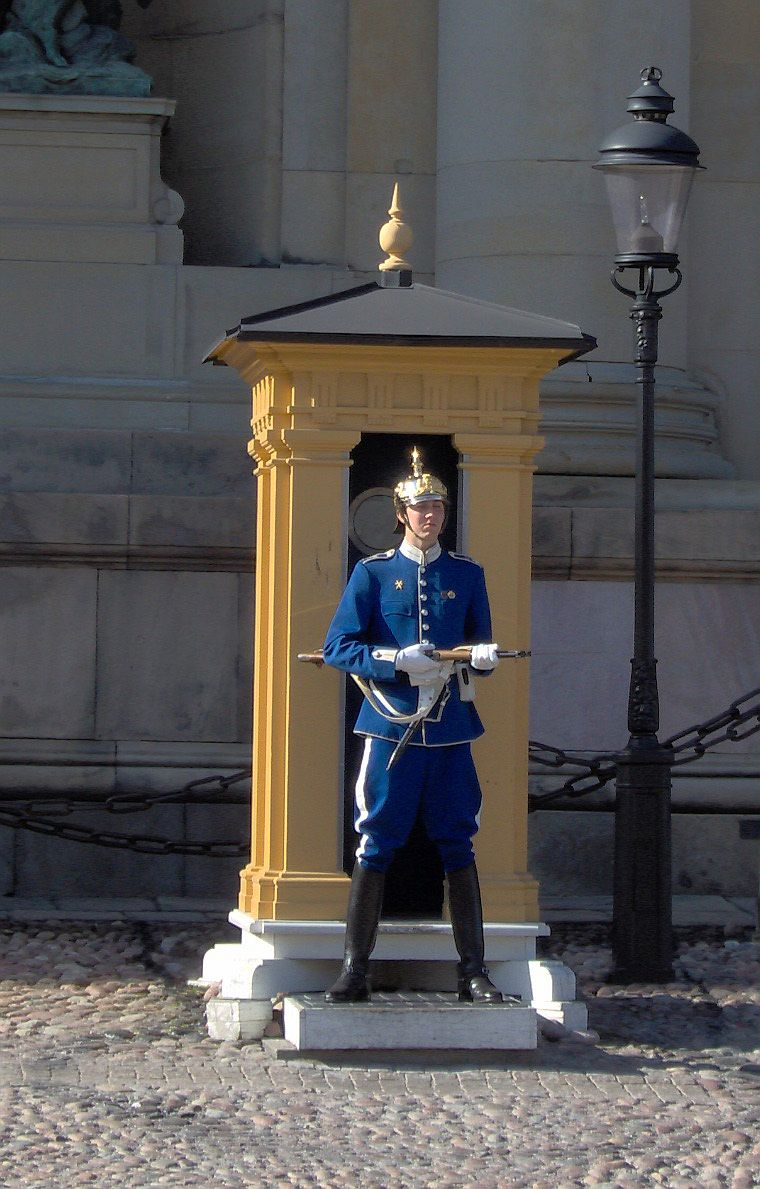
Post från Livgardet ur högvakten vid Stockholms slott, den svenske kungens honnörsvakt.
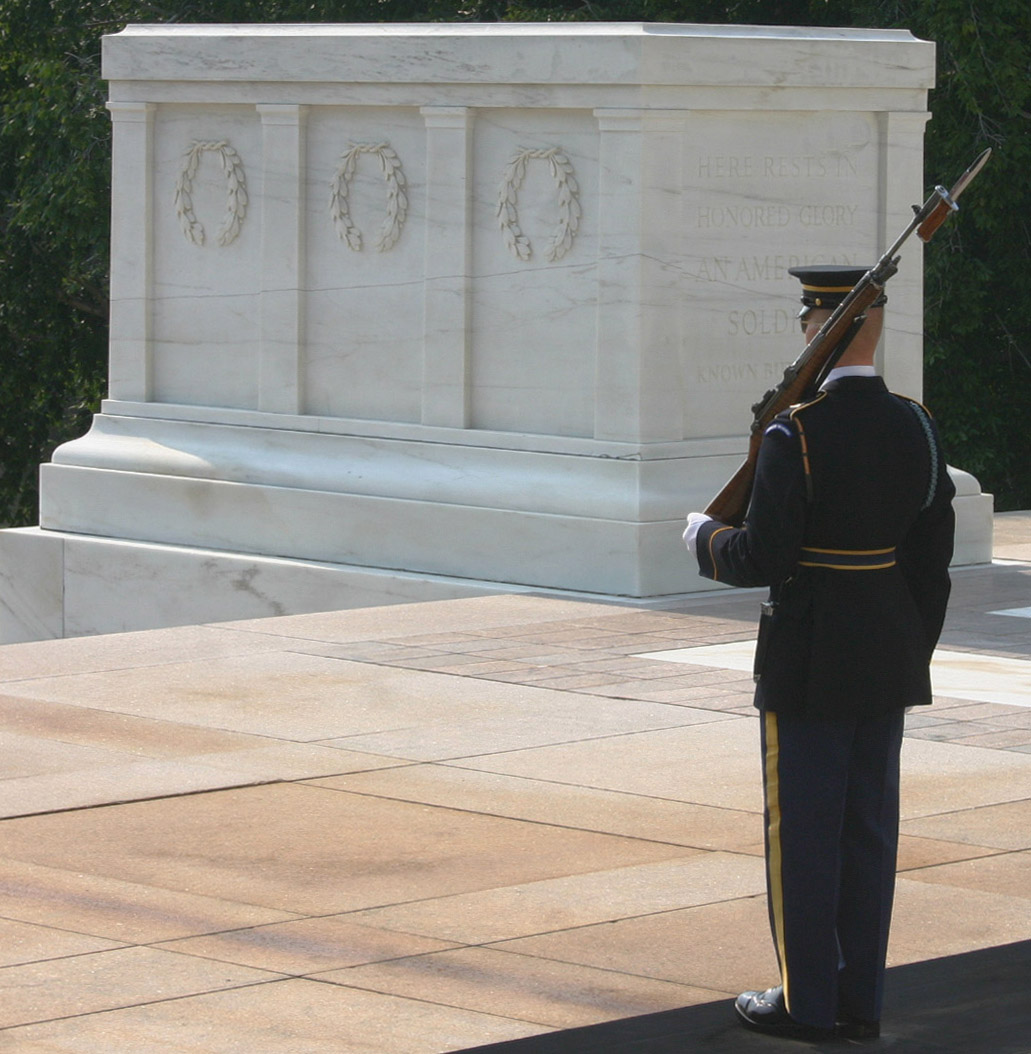
Honnörspost från 3rd US Infantry Regiment vid den okände soldatens grav på Arlingtonkyrkogården, Virginia, USA.
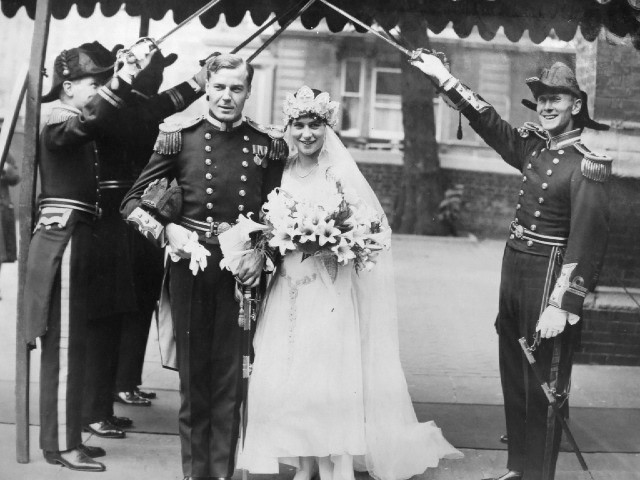
Hedersvakt i samband med ett bröllop i form av en sabelhäck.
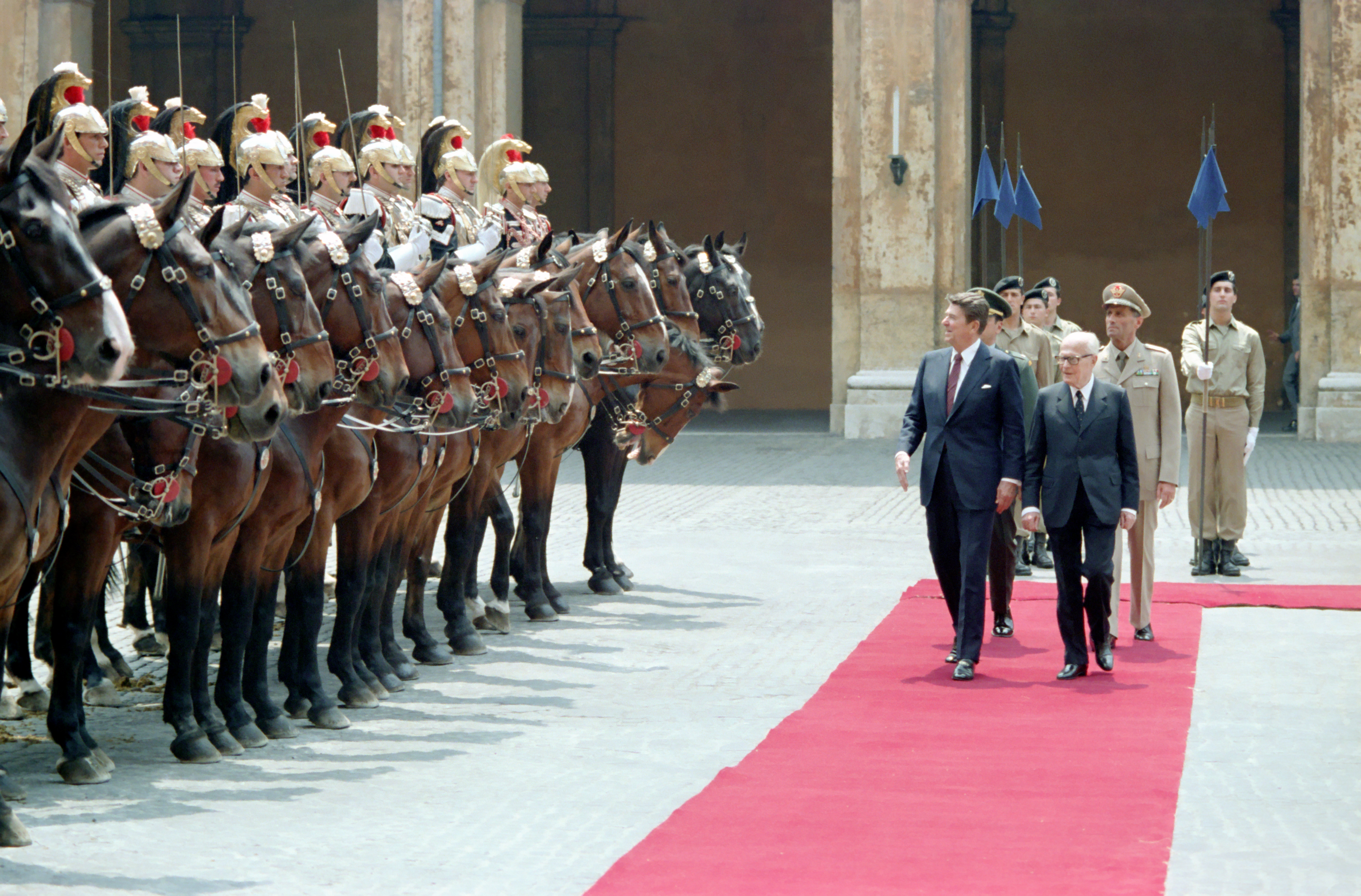
USA:s president Ronald Reagan och Italiens president Alessandro Pertini inspekterar den beridna hedersvakten från Corazzieri på Quirinalpalatsets borggård, 6 juni 1982.
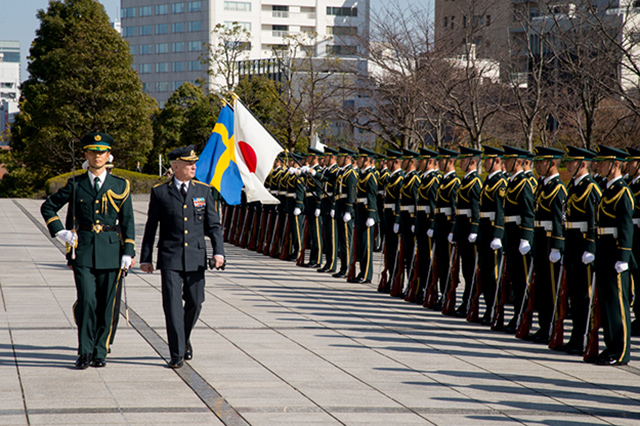
Japansk honnörsvakt välkomnade Sveriges överbefälhavare Sverker Göranson.
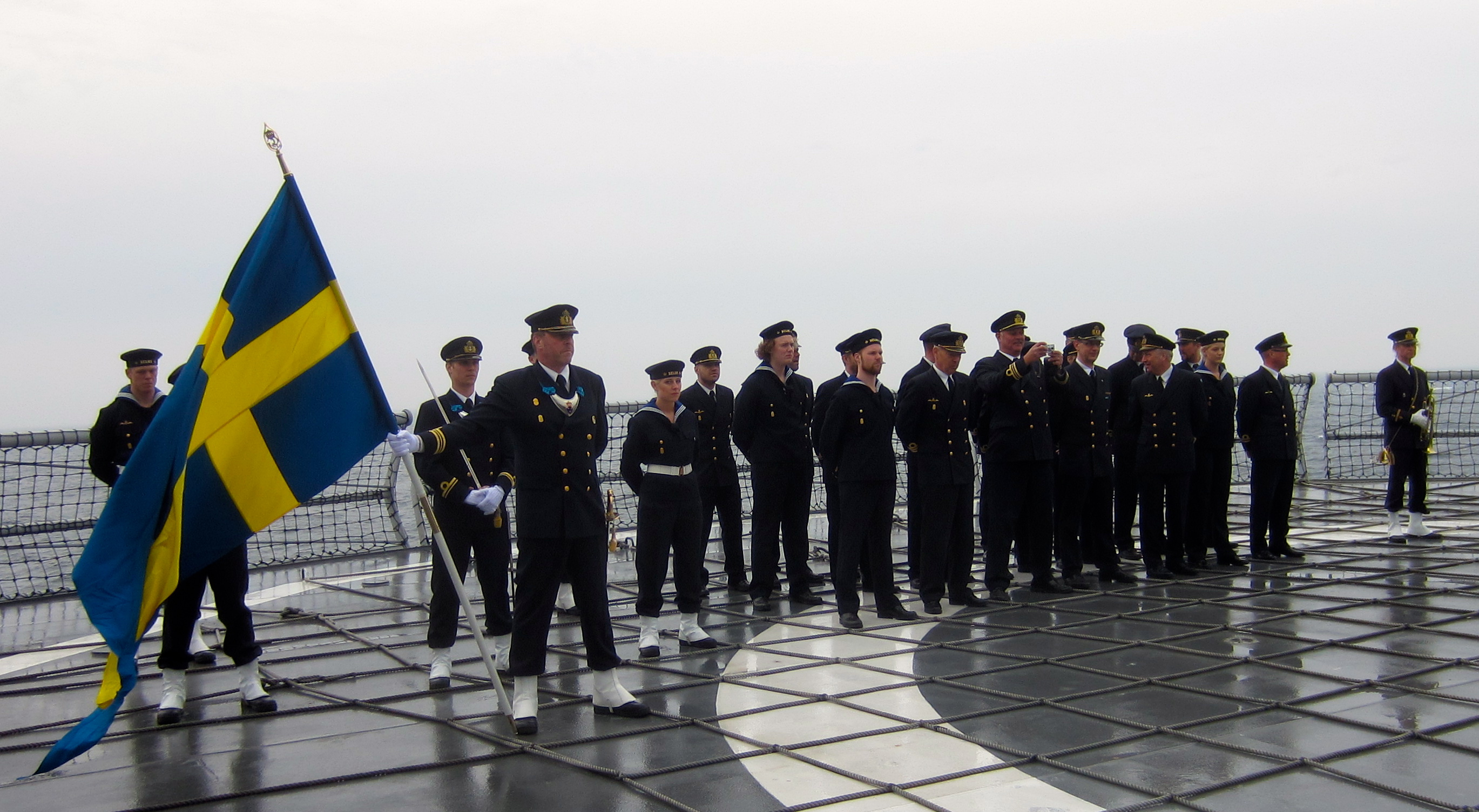
Militär hedersvakt ombord på HMS Belos den 15 april 2013 vid en minneshögtid för besättningen på HMS Ulven.